# Карусель Детского музея Индианаполиса

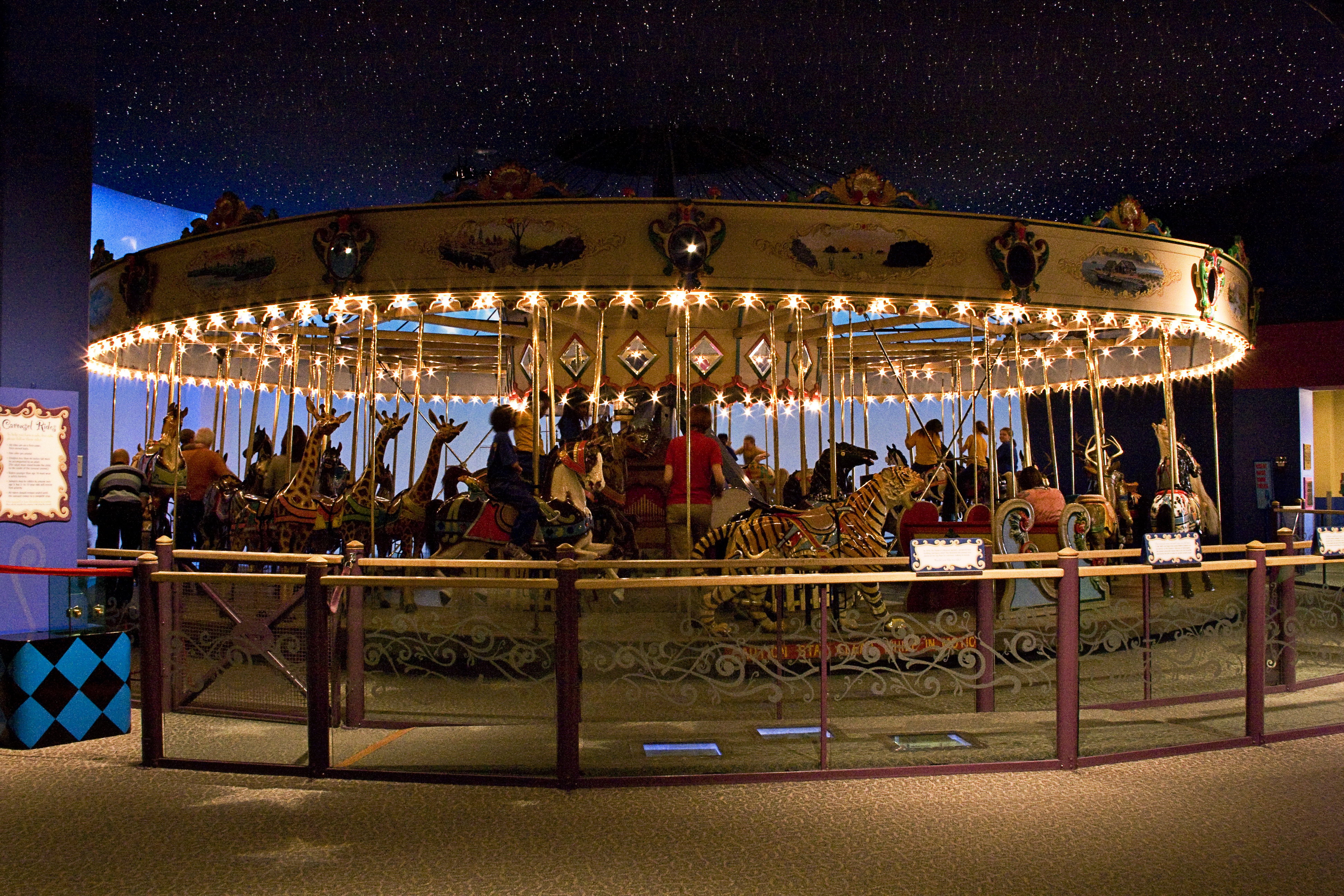
Восстановленная карусель в Детском музее Индианаполиса

Карусель Детского музея Индианаполиса (англ. Broad Ripple Park Carousel, White City Carousel, Children's Museum Carousel) — старинная карусель, расположенная в Детском музее Индианаполиса. Она была установлена в 1917 году в Луна-парке возле Белой реки в Индианаполисе, где и располагалась до 1956 года. Механизм был уничтожен, но животные практически без потерь были сохранены владельцами парка.
В 1966 году музей начал реставрацию животных, и завершил реставрацию всей карусели в 1977 году. Восстановленная карусель составляет 42 футов (13 метров) в ширину, на ней расположено в общей сложности 42 животных, в том числе 31 лошадь (17 стоящих и 14 прыгающих), 3 козы, 3 жирафа, 3 оленя, лев и тигр. Карусель получила статус Национального исторического памятника 27 февраля 1987 года, в 2008 году её состояние было признано «удовлетворительным». Карусель — самый большой экспонат музея, и посетители могут кататься на ней.

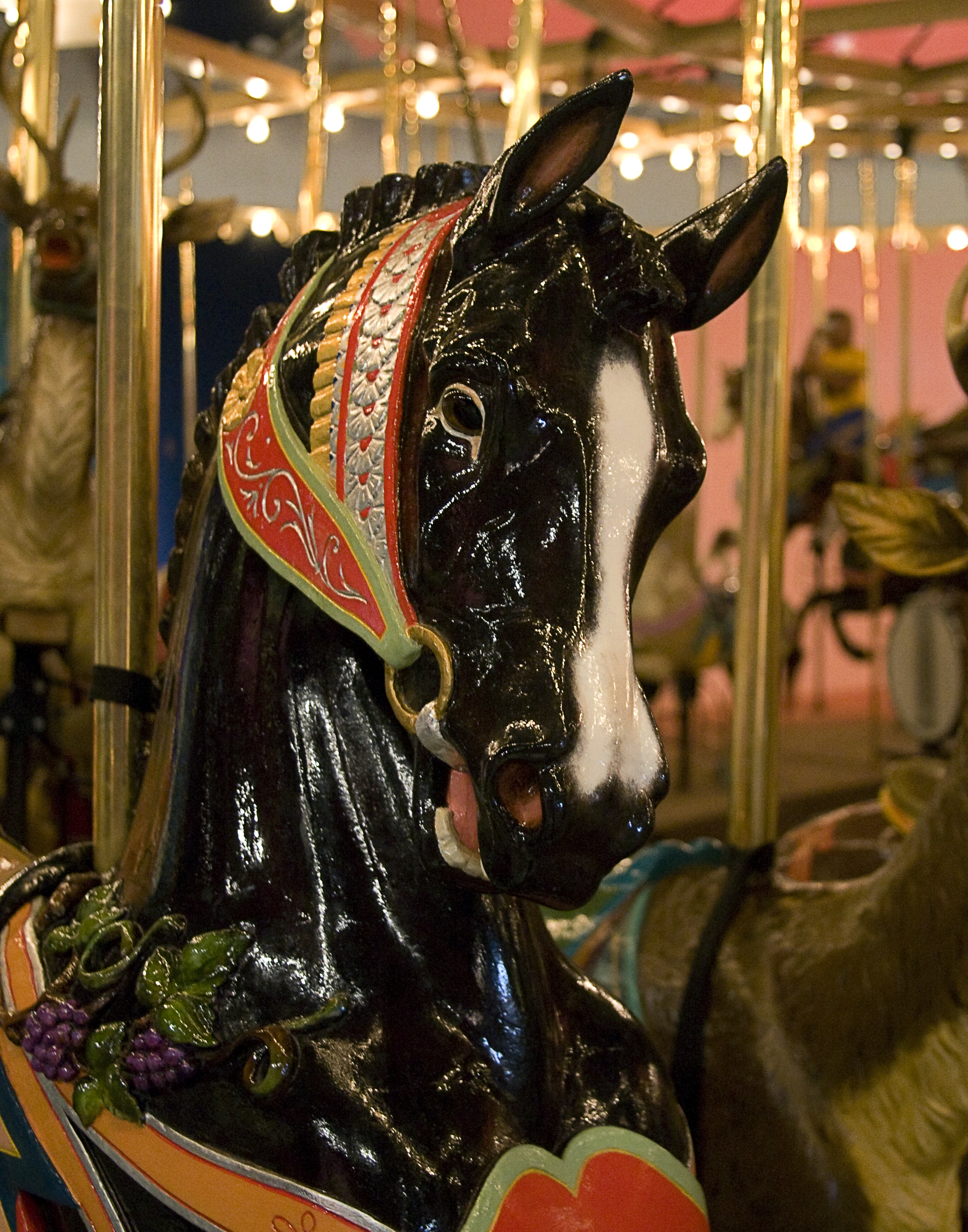
Головы лошадей с карусели
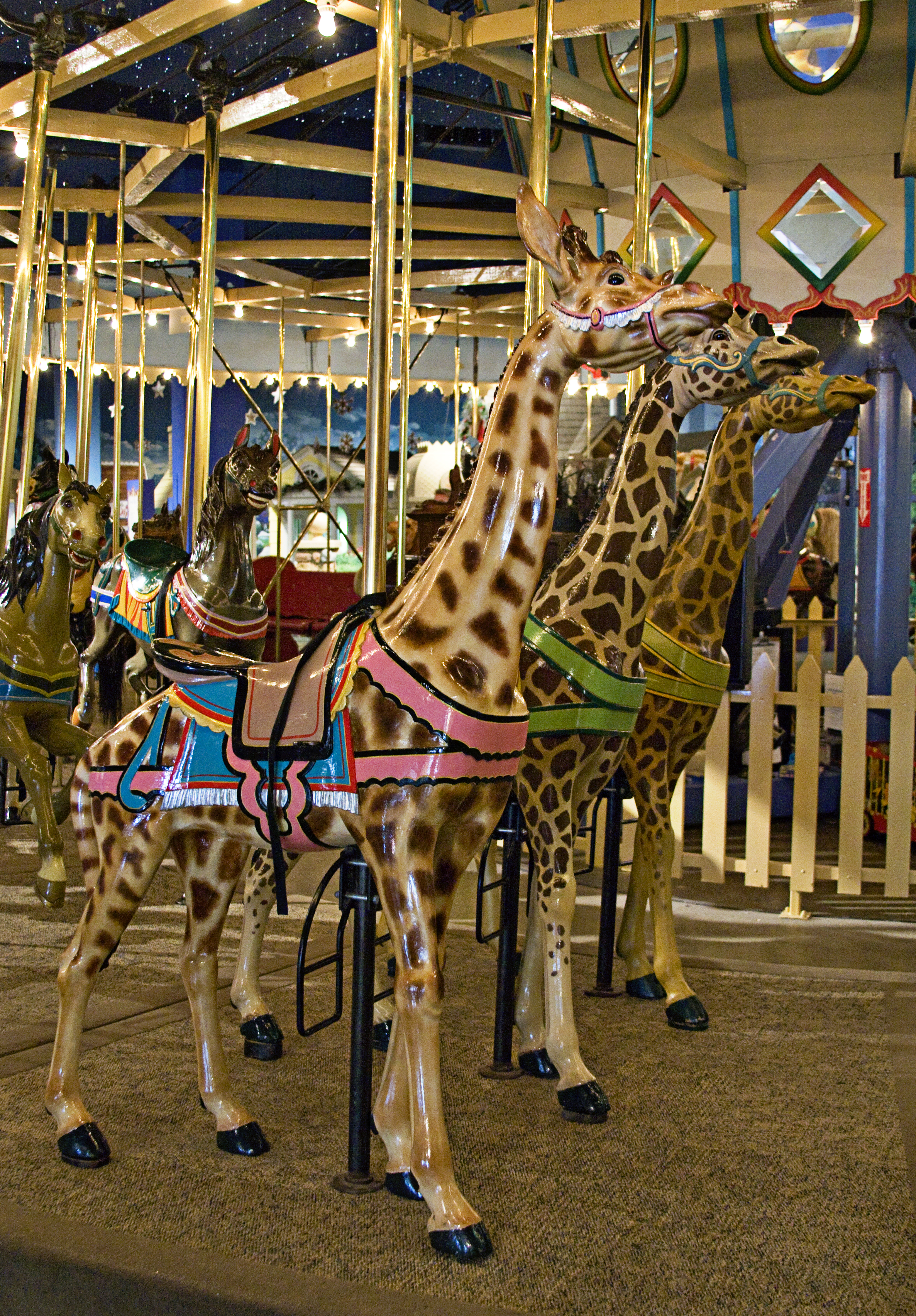
Жирафы карусели
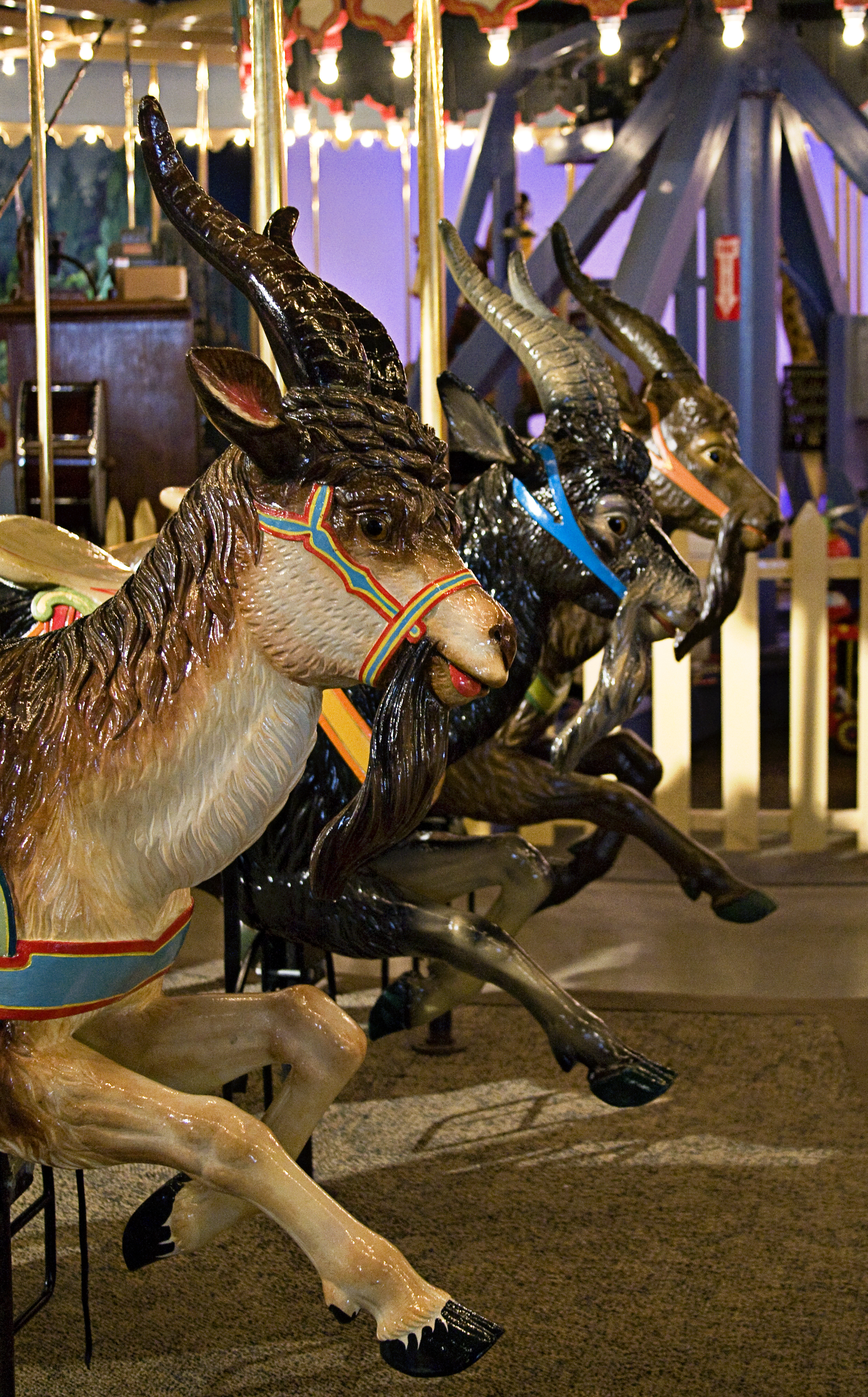
Головы животных с карусели
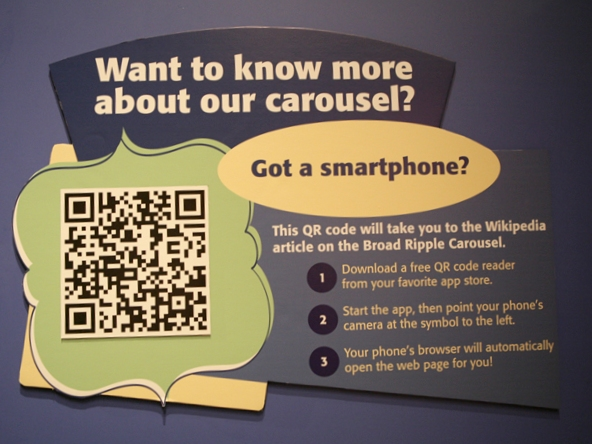
Код QRpedia, по которому можно получить информацию о карусели на родном языке
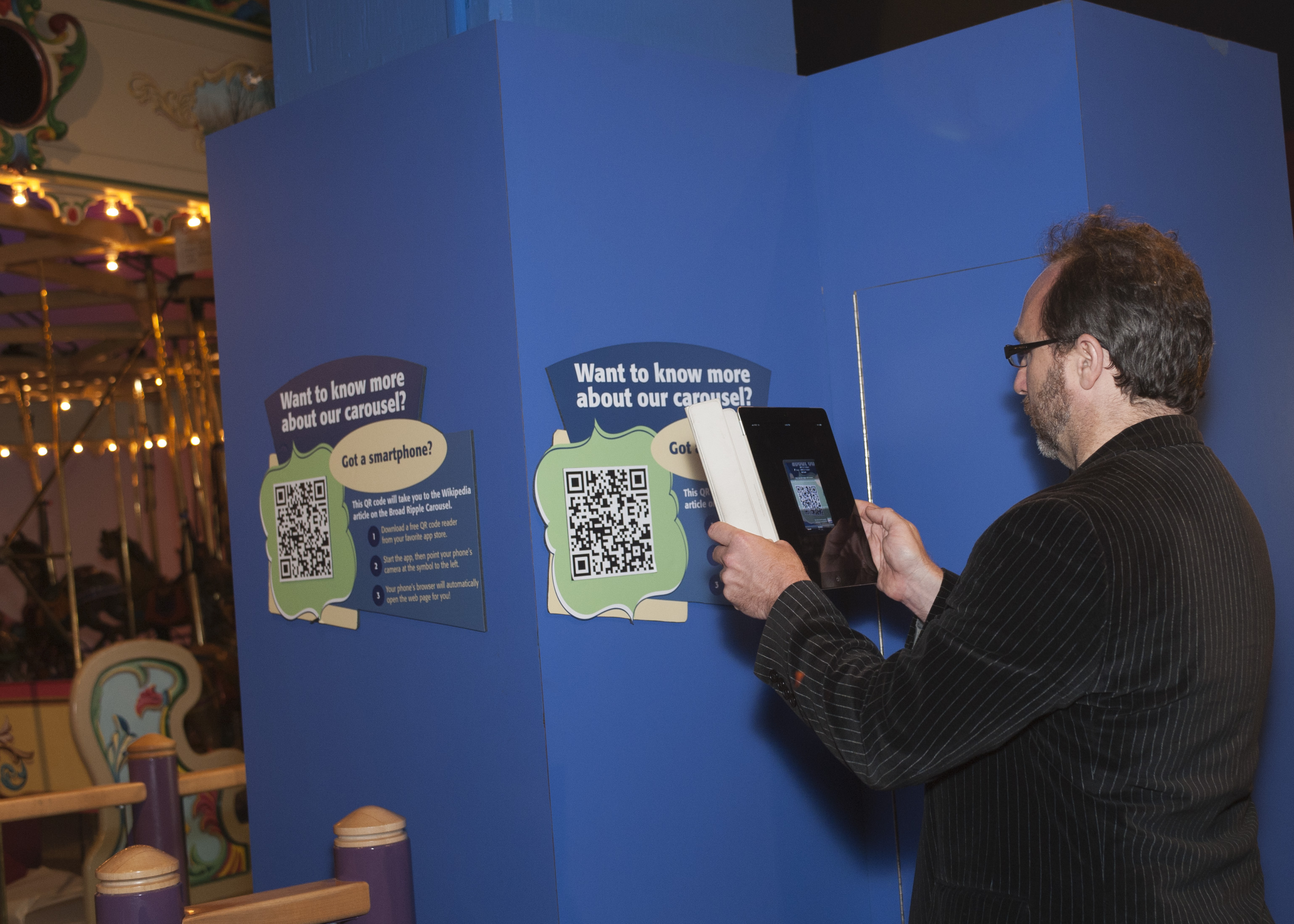
Джимми Уэльс во время визита в город использует код